# 瑪莉娜·阿布拉莫維奇
瑪莉娜·阿布拉莫維奇（1946年11月30日—），出生於南斯拉夫塞尔维亚貝爾格勒，是位行為藝術家。自1970年代開始活躍至今，從事行為藝術40年，被人稱為「行為藝術之祖母」（英語：grandmother of performance art）。現任巴德學院講師。瑪莉娜的表演探討著表演者與觀眾間的微妙關係、身體的極限與想像的各種可能性。

## 生平

### 「史詩般的戀人」—烏雷
1975年，29歲的瑪莉娜受到知名的畫廊經營人維絲‧司馬斯(Wies smals)邀請參加電視秀。當她坐著飛機抵達荷蘭，來接她的人自稱烏雷，本名是法蘭克‧烏維‧雷斯潘(Frank Uwe Laysiepen)。烏雷出現時兩邊臉不一致，左半邊是胭脂味的陰性形象，右邊則是蓄鬍的陽性形象，這讓瑪莉娜立刻引起興趣。
1. 經常以卡片來往，瑪莉娜稱他是「夢寐以求的男人」。

1975，諾威薩德學院接獲雜誌報導，將《節奏四》以內容過於裸露為由計畫投票開除瑪莉娜，於是她主動辭職。她決定離開出生地南斯拉夫貝爾格勒，前往阿姆斯特丹。

## 作品

### 1970-1980
《節奏零》是瑪莉娜在1974年於義大利 拿坡里展演的作品。年僅23歲的少女，創作出一個由信賴、脆弱與連結創造而成的藝術。表演現場是一個密閉空間，她站立在中間，而桌上有76個物件，根據人的意志代表取悅與折磨。其中有：一杯水、一件外套、一隻鞋、一朵玫瑰，但也有刀子、刀片、鐵鎚，及一把槍，附上一顆子彈。旁邊的說明書如此寫著：「我是物品。你可以在我身上使用桌上的任何物品，我承擔所有責任。時間是6小時。」表演剛開始很和緩，人們客氣地給她一杯水喝，或是一朵玫瑰。但很快地，有個男士拿了剪刀把她的衣服剪破，然後他們拿起玫瑰尖部，刺進她的腹部。有人拿起刀片，割了她頸部的血，並喝下去。她平淡的說到：「當場沒有人強暴我，因為那是一個公開的展覽會場，而他們的妻子就在現場。」最後，有人拿著手槍裝上子彈，對著瑪莉娜的太陽穴，有人阻止他，他們開始打起來。時間截止時，瑪莉娜赤裸著上身，流著鮮血，臉上眼淚不停的流，當她走向群眾，人們開始逃跑、避開，他們無法面對她，身為普通人的她。這場表演帶來輿論的譁然，人們或批評人性的惡劣，或嘲笑瑪莉娜對藝術的付出卻換來凌虐。但瑪莉娜只以此解釋她所認為的藝術行為：「人們總是害怕簡單的東西，我們害怕痛苦、我們害怕受苦，我們也害怕死亡。所以我做的事是——向觀眾展現這一類的害怕，利用觀者的能量，將我的身體推到極限，然後在恐懼中解放了我自己。」
1975年，瑪莉娜在哥本哈根參加夏洛特堡藝術節（Charlottenborg Festival）表演《藝術必須美麗，藝術家必須美麗》。嘲諷當代過於虛偽的美學，而著重在作品內容。該作品意旨在摧毀美的形象，被譽為受達達主義影響，預知之後的後現代主義。瑪莉娜全裸坐在觀眾前，一手握著金屬梳子，用力梳著頭髮，直到扯下好幾撮頭髮，與此同時說著：「藝術必須美麗，藝術家必須美麗。」此作品成為瑪莉娜第一部表演影片。同年春天，發表《解放聲音》(Freeing the Voice) ，她身穿一襲黑，躺在一個床墊上，將頭靠在邊緣，使勁全力的喊叫。
1976年夏天，瑪莉娜受邀參加第三十八屆威尼斯雙年展(Venice Biennale)演出《空間中的關係》(Relation in Space)，瑪莉娜與烏雷面相對方站立，並同時跑向對方，兩個赤裸身體重複交錯，製造單純的聲響，速度加快後，兩者衝撞。
隔年，1977年基於《空間中的關係》推出《空間中的干擾》在杜賽道夫(Dusseldorf)藝術學院表演。同樣兩人赤裸，跑向對方，不過這次不是衝撞對方，而是在跑向旁邊的厚重木牆。觀眾可以看到表演者，而表演者只能看到牆壁。六月，他們到波隆那市立當代藝術美術館展示《無法估量》，烏雷在博物館的門口蓋了兩個高約三公尺、直立的箱子，大幅縮窄入口，而兩人一絲不掛地站在入口的兩邊，每個入場的觀眾必須經過他們之間，觀眾必須選擇要面對女性背對男性，或反之。他們如博物館的門柱，瑪莉娜說這是一個簡單的事實：如果沒有藝術家，就不會有博物館。
《空間中的擴張》，於卡塞爾，這次不再跑向對方，而是背對背的衝刺，各自撞向一根四公尺高的木柱。接著倒退回到原點，再重新衝撞。空心的木柱裡放著擴音器，撞擊聲響徹會場，剛開始他們能夠隨撞擊移動木柱，但後來漸漸不行。烏雷突然中途離場，舞台變得空蕩，瑪莉娜有更多的起跑空間，並更用力地撞向木柱，木柱再次移動了，全場一千名觀眾激動鼓掌。
同年秋天，科隆藝術博覽會表演《光／暗》。這次兩人穿著白Ｔ恤、牛仔褲，面對彼此跪坐後開始輪流賞對方巴掌。每次賞巴掌之後，會在自己的膝蓋上拍一下，如一個節拍。
1978年,《空間中的切割》於奧地利H—人性藝廊，一條巨大的鬆緊帶釘在牆上的兩端，鬆緊帶纏在烏雷的腰部，他全力跑向牆壁，當到達極限，鬆緊帶會啪的一聲將他拉回原地，彷彿要掙脫殘酷的命運。同時瑪莉娜穿著寬鬆的襯衫和長褲，雙肩下沉，眼神空洞一副漫不在乎的樣子。當表演大概十五分鐘後，他們安排一個全身黑衣的男人用飛踢將瑪莉娜擊倒，他們想知道會不會有人過去幫忙，但始終沒有人上台。
1980年，瑪莉娜與烏雷合力創作：《能量》，兩人共執一套弓箭，弦繃得緊緊的，烏雷一放手，箭就會射入瑪莉娜的胸膛。場上有傷人的刀、槍、弓箭，也有絕對的信任以及愛情的力量。

### 个人结构：时间·空间·存在
2011年5月31日至2011年11月27日，瑪莉娜·阿布拉莫維奇参加了第54届威尼斯双年展个人结构展，奥地利总统及众多随员、艺术界专业人士等均有到场。
与其同台展出的艺术家还有卡尔·安德烈（Carl Andre）、约瑟夫·科苏斯（Joseph Kosuth）、劳伦斯·维纳（Lawrence Weiner）、李禹焕（Lee Ufan）、赫尔曼·尼特西（Hermann Nitsch）、阿努尔夫·莱纳（Arnulf Rainer）、雷内·雷尔特梅尔（Rene Rietmeyer）和幸鑫等。

### 纽约MoMA回顾展

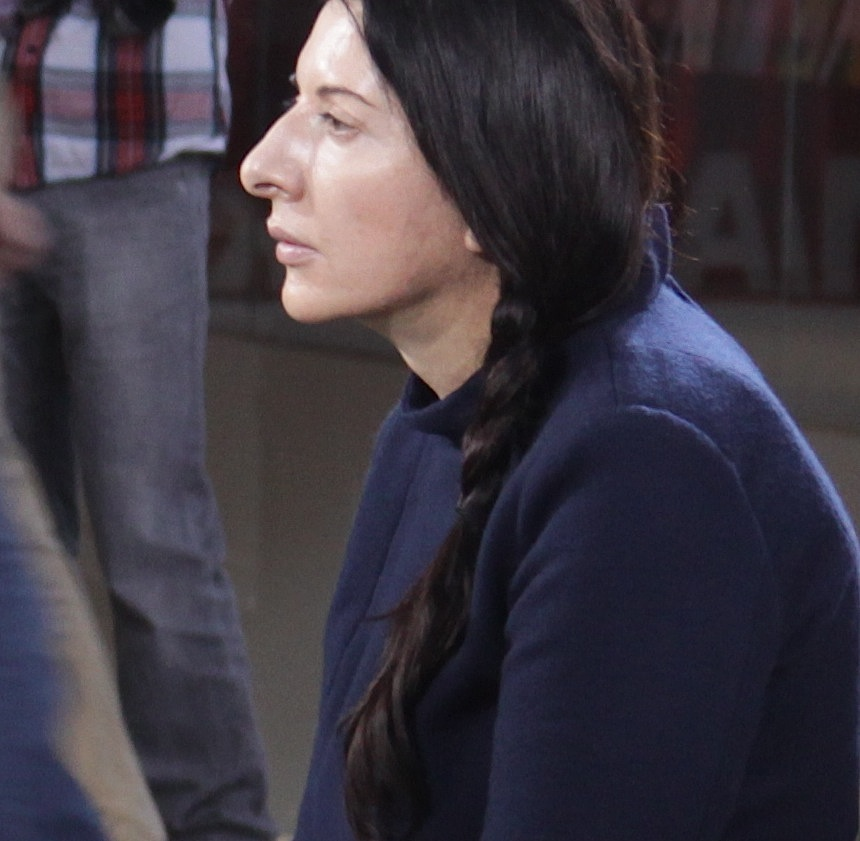
展場中坐在椅子上凝視的瑪莉娜

2010年3月14日至2010年5月31日，瑪莉娜·阿布拉莫維奇的回顾展于著名的纽约MoMA（纽约现代美术馆，New York Modern Museum of Art）举办。
本次大型回顾展由阿布拉莫維奇40年来的近50件作品文献，41位青年艺术家对阿布拉莫維奇经典作品的重新演绎，以及她的新作品《艺术家在场》（The Artist Is Present）三部分组成。
从开展之日起，阿布拉莫維奇每日都坐在馆里，直到闭馆。人们排队与她对坐、凝视，正如欣赏一幅阿布拉莫維奇的自画像一般。

## 电影
《瑪莉娜·阿布拉莫維奇：艺术家在场》（Marina Abramović: The Artist Is Present）

## 得獎紀錄
- 金獅獎，第四十七屆威尼斯雙年展，1997年
- Niedersächsischer Kunstpreis，2003年
- 紐約舞蹈與表演藝術獎（The Bessies），2003年
- 國際藝評人協會，最佳商業畫廊表演獎，2003年

## 爭議
瑪莉娜·阿布拉莫維奇被指與崇拜撒旦的信仰有關：報導指前美國國務卿希拉里涉嫌參與一種名為「Spirit Cooking」的黑巫術儀式，而瑪莉娜·阿布拉莫維奇被指曾向其他人發邀請去參加這個儀式。而過往瑪莉娜·阿布拉莫維奇亦曾出版過一輯名為「Spirit Cooking with essential aphrodisiac recipes (complete portfolio), 1996」的作品。
但事實上，Spirit Cooking 只是把奇異的詩以豬血寫在牆上的古怪作品，不過是瑪莉娜眾多的表演與創作之一而已，而瑪莉娜自己在創作時事實上也參考了許多像是基督教、印度教、佛教、澳洲原住民等等，而這些並不代表瑪莉娜就是基督徒、佛教徒、薩滿，這個爭議只不過是政治上有意塑造，為了影響選情而毫無根據的陰謀論罷了。